# Esquipulas
Esquipulas est une ville du Guatemala dans le département de Chiquimula fondée entre 1560 et 1570.
Répartie sur environ 500 km2, la ville est considérée comme la capitale centro-américaine de la foi pour sa basilique du Christ-Crucifié qui abrite le sanctuaire du Christ noir autour duquel se déroulent de nombreux pèlerinages.
Mais Esquipulas est aussi au centre d'une grande partie du récent processus de pacification de l'Amérique centrale, raison pour laquelle la ville est souvent appelée la « porte ouverte vers la paix ».

## Tradition religieuse
Plusieurs légendes courent autour de la statue du Christ noir d'Esquipulas commandée en 1594 au sculpteur portugais Quirio Cataño.
L'une affirme que la statue a été taillée à l'origine en bois clair. Sa couleur noire serait le résultat de ses années d'exposition aux fumées d'encens et bougies comme aux mains des fidèles venant la vénérer en la touchant.
L'autre évoque la possibilité d'une statue taillée dès l'origine en bois de couleur sombre pour mieux ressembler à la couleur de peau des indiens chortis, peuple d'origine de la région.
Enfin, la tradition de pèlerinage aurait pour origine le voyage réalisé par les habitants d'Esquipulas en 1594 pour chercher et rapporter la statue : tout au long du voyage de retour, ceux qui voyaient passer la statue auraient été impressionnés par sa beauté et auraient demandé qu'elle passe au moins une nuit auprès d'eux. La statue fut finalement livrée à Esquipulas le 9 mars 1595.

## Processus d'Esquipulas
Les années 1970 et 1980 étaient le théâtre d'importants conflits en Amérique centrale. En 1986, Oscar Arias Sánchez accède au pouvoir au Costa Rica. Il est l'initiateur du processus de paix connu sous le nom « processus d'Esquipulas » pour lequel il a reçu en 1987 le prix Nobel de la paix.
Les 24 et 25 mai 1986, les cinq présidents d'Amérique centrale, réunis à Esquipulas, signent en commun la déclaration d'Esquipulas (également connue sous le nom d'Esquipulas I).
Cette déclaration, historique pour la région, lance le processus de paix qui aboutira un an plus tard, le 7 août 1987, aux accords de paix d'Esquipulas, également connus sous le nom d'Esquipulas II, et qui marquent le début de la longue marche vers la paix de l'isthme centro-américain.